# 法納羅夫-萊利分類

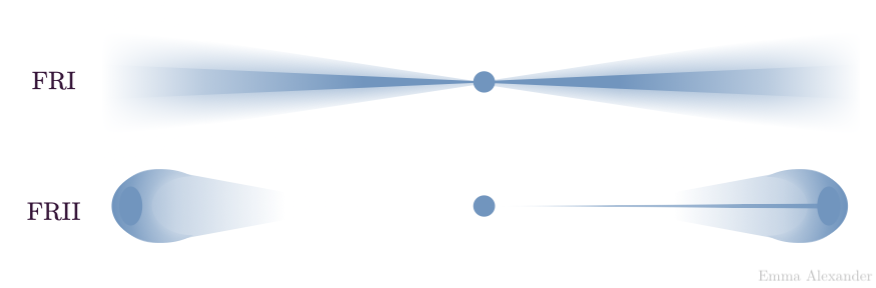
FR1（上）與 FR2（下）

法納羅夫-萊利分類是由伯尼·法納羅夫和朱莉婭·萊利於1974年創建的一個分類方案，它根據電波光度或其無線電發射相對於其宿主環境的亮度來區分電波星系和活動核。法納羅夫和萊利注意到，河外電波源瓣中高/低表面亮度區域的相對位置與其電波光度相關。他們的結論是基於一組57個電波星系和類星體，它們在1.4 GHz或5 GHz下被清晰地分解為兩個或多個分量。法納羅夫和萊利使用中心星系或類星體相對兩側最高表面亮度區域之間的距離與電波源到最低亮度輪廓的總範圍之比來將該樣本分為兩類。「第I類」（縮寫為FR-1）是其光度隨著與中心星系或類星體宿主的距離增加而降低的電波源，而「第II類」（FR-II）在波瓣中表現出越來越高的光度。這種區別很重要，因為它在星系的光度和能量從中心區域傳輸並轉化為外部無線電發射的管道之間建立了直接聯系。

## 法納羅夫-萊利第I類（FR-I）
這些電波源朝著它們的中心星系或類星體增加亮度，朝著波瓣的外端變暗（也稱為「暗標記」）。這裡的光譜最陡，表明輻射粒子的老化程度最高。在絕大多數FR-I星系中都檢測到噴流，這些宿主也往往是明亮的大型星系，通常位於富含X射線氣體的星系團中。當星系在星團中移動時，氣體可以通過衝壓力向後掃並扭曲電波結構。

## 法納羅夫-萊利第II類（FR-II）
這類電波源也被稱為「雙端電波源」，比它們的對應物更亮，在它們的波瓣末端有明亮的熱點。由於相對論性輻射，噴流通常是單側的。